# Ametropus neavei
Ametropus neavei  (лат.) — вид подёнок из рода Ametropus. Вид назван в честь профессора Ферриса Нива, собравшего в национальном парке Джаспер экземпляры, по которым описан вид.

## Распространение
Северная Америка: Канада (Альберта, Саскачеван). 

## Описание
Длина около 15 мм. Общая окраска коричневая, грудь и ноги — светло-коричневые. 
У самцов глаза разделены на 2 отдела. Лапки 5-члениковые, 1-й сегмент слит с голенью и неподвижен. Передние ноги самцов равны по длине 65 % от длины передних крыльев (у самок — 30 %). Нижнечелюстные и нижнегубные щупики 3-члениковые. Жабры личинок листовидные; плоскотелый псаммофил (грудь и брюшко уплощены), встречаются на песчаном грунте больших рек.